# 花岗岩瀑布 (华盛顿州)
花岗岩瀑布（英文：Granite Falls），是美国华盛顿州斯诺霍米什县下属的一座城市。根据 2000年美国人口普查，该市有人口2,347人。根据2010年美国人口普查，该市有人口3,364人。而2011年估计该市有3,416人。